# Públio Terêncio Varrão
Públio Terêncio Varrão, em latim Publius Terentius Varro, também conhecido como Varrão Atacino e Varrão de Atax, foi um poeta latino, que viveu na época de Júlio César, do Segundo Triunvirato e até os dias do imperador Augusto.
Teria nascido em Atace, uma pequena vila no rio Aude, localizada na Gália Narbonense, no segundo ano da 174a olimpíada, o ano 671 A.U.C. Por seu local de nascimento, os antigos acrescentaram ao seu nome o sobrenome de Atacinus, para evitar confusão com Marco Terêncio Varrão. Alguns escritores o chamam de Atratinus, como se ele fosse descendente de uma hipotética família Atratina.
Escreveu elegias, sátiras e um poema épico, a Guerra Sequana (Bellum Sequanicum), sobre a campanha de César em 58 a.C. Também traduziu integralmente a Argonáutica, de Apolônio de Rodes, em seus Argonautas (Argonautae), e, parcialmente, Erástotenes, em seu Topografia (Chorographia), e os Fenômenos, de Arato, em suas Notas (Ephemeris).
Parte pequena de suas obras sobrevive de modo fragmentário, bem como a partir do julgamento de seus pares, como Sêneca, o Velho, que aponta que Virgílio teria imitado Varrão em certa construção (Con. 7.1.10-25), e Quintiliano, que o chama de "intérprete de obra alheia" (interpres operis alieni) (Inst. 10.87). Seu nome também aparece nas obras de Propércio, Horácio (Sátiras) e Ovídio (Amores, Arte de Amar e Tristes), e alguns de seus versos podem ser encontrados em Virgílio (Geórgicas e, possivelmente, Eneida). Veleio Patérculo o comparou aos maiores gênios da época de Augusto, colocando-o ao lado de Corvino, Caio Asínio Polião, Salústio, Lucrécio, Virgílio, Rabírio, Catulo, Tíbulo e Ovídio (2.36.1-3).
Segundo Jerônimo, em suas Crônicas (Chro., CLXIII, Olympias, 7, g), Varrão estudou a língua grega tardiamente em sua vida, quando tinha trinta e cinco anos.